# Franco Ferrara (poeta)
Franco Ferrara (Roma, 16 marzo 1935 – Roma, 23 gennaio 2014) è stato un poeta ed esploratore italiano.

## Biografia
Franco Ferrara nasce a Roma il 16 marzo 1935. Fin da ragazzo frequentò circoli della cosiddetta avanguardia, transavanguardia o dello sperimentalismo. Uno di questi ritrovi fu la galleria La Capannina di Porfiri a via Margutta. Ferrara pubblica nel 1960 I pascoli della nostra mano, suo primo libro di poesie. A questo libro seguiranno altri venti volumi, tra i quali si ricordano le Lettere a Natasha del 1986 e Imzad, Premio Gozzano nel 1989.
Numerose le sue spedizioni nell'Africa sahariana, svolte sotto la direzione dell'UNESCO alla scoperta delle piste per carovane utilizzate dai Romani. Ferrara muore il 23 gennaio 2014, lasciando incompiuta la sua ultima opera, un romanzo dal carattere antistorico e antiscientifico intitolato Ritorno alle Indie Meridiane ovvero sulle vicende realissime e postreme di Aliotto da Guienna, Lupo Goliante, Ghiandino Colapicco, Livriero di Vega e Albarello Cometa che le su dette narrò.

## Opere
- I pascoli della nostra mano, Rebellato, 1960
- La terra e futuro da ardere, Rebellato, 1961
- Le unghie del sole, Rebellato, 1964
- Nella stirpe del fuoco, Rebellato, 1966
- Sul colle degli elfi, Terzo Millennio, 1967
- Dalla storia della sorgente del tronco bianco di Tymoteusz Karpowicz, Terzo Millennio, 1967
- Maelström, Terzo Millennio, 1968
- Tredici gradi trentadue primi est Greenwich, Terzo Millennio, 1969
- Storia sublunare e celeste del Maestro degli elfi e dell'Angelo Gelsomino, Terzo Millennio, 1971
- L'esilio e il possibile, Shakespeare & Company, 1975
- Storia della penombra accanita e dei luoghi paralleli, Terzo Millennio, 1975
- Frammenti dalla storia di un incircoscrivibile estremo e di altri infinitesimi azzardi, Terzo Millennio, 1981
- Nell'incavo della domanda, Porfiri, 1982
- La trasgressione del silenzio, Terzo Millennio, 1985
- Da questo lato del diluvio: cinque poemetti 1964-1969, Ripostes, 1988
- Imżad, Ripostes, 1988
- Il silenzio orbitale della parola: due poemetti 1975-1982, Ripostes, 1989
- Questo intendevo dire: 1989-1990, Ripostes, 1990
- Fino al mattino di un altro mondo: storie disazietà, delirio, mutilazione e sopravvivenza nel bosco teneramente breve di ieri: 1971-1981, Ripostes, 1991
- Memorie dalla cometa antartica: 13° 32' Est Greenwich, Wanderlust, Lampada combinatoria delle invenzioni logiche, 1969, Ripostes, 1991
- Lettere a Natasha sulla causalità, natura, luoghi, assonanze e implicazioni molteplici dei nostri studi, Ripostes, 1991